# Телин
Тели́н (кит. упр. 铁岭, пиньинь Tiělíng) — один из культурных очагов чжурчжэней-маньчжур. Ныне — городской округ в провинции Ляонин КНР.

## История
Во времена империи Ляо ляоский Тай-цзу в 917 году выплавлял в этих местах серебро. Поэтому данное урочище получило название «Иньчжоу» (银州, «серебряная область», сейчас это историческое название сохранено за одним из районов городского округа).
Во времена империи Мин здесь, на границе Китая с чжурчжэнями, разместился Телинский караул (铁岭卫), откуда и пошло название «Телин». Во времена империи Цин — в 1664 году — караул был расформирован, и здесь были образованы обычные уезды.

В последние дни Мукденского сражения части 1-й Маньчжурской армии (под командованием генерала Линевича) в полном боевом порядке отступили от Фушуня к Телину, две же другие русские армии оказались в мешке в районе Мукдена. 
Японское преследование отступившей от Мукдена русской армии окончилось у Телина, т. к. все отчаянные их атаки отбивались и они, потеряв много орудий, убитых, раненых и пленных, обессилев, не рискнули идти далее. Командующий 1-й армией генерал Линевич, как победитель, вошёл в Телин.
После Синьхайской революции регион погрузился в пучину анархии. В 1932 году Телин вошёл в состав империи Маньчжоу-Го, уничтоженной в ходе Советско-японской войны 1945 года.
С 1949 года — в составе КНР.
В 1955 году был образован Специальный район Телин (铁岭专区), в который вошло 8 уездов. В 1959 году он был расформирован, а входившие в его состав административные единицы были разделены между Шэньяном и Фушунем.
В 1970 году из Округа Шэньян был выделен Округ Телин (铁岭地区) из 6 уездов. В 1979 году урбанизированная часть уезда Телин была выделена в город Телин.
В 1984 году округ Телин был преобразован в городской округ; территория города Телин стала районами Иньчжоу, Тефа и Цинхэ в его составе. В 1986 году район Тефа был преобразован в городской уезд. В 1993 году уезды Факу и Канпин были переданы под юрисдикцию Шэньяна. В 2002 году городской уезд Тефа был переименован в Дяобиньшань.

## Административно-территориальное деление
Городской округ Телин делится на 2 района, 2 городских уезда, 3 уезда
| Map | Map            | Map        | Map       | Map              | Map                    | Map           | Map                        |
| --- | -------------- | ---------- | --------- | ---------------- | ---------------------- | ------------- | -------------------------- |
|     |                |            |           |                  |                        |               |                            |
| #   | Статус         | Название   | Иероглифы | Пиньинь          | Население (2003 прим.) | Площадь (км²) | Плотность населения (/км²) |
| 1   | Район          | Иньчжоу    | 银州区    | Yínzhōu qū       | 340 000                | 203           | 1675                       |
| 2   | Район          | Цинхэ      | 清河区    | Qīnghé qū        | 100 000                | 423           | 236                        |
| 3   | Городской уезд | Дяобиншань | 调兵山市  | Diàobīngshān shì | 240 000                | 263           | 913                        |
| 4   | Городской уезд | Кайюань    | 开原市    | Kāiyuán shì      | 580 000                | 2825          | 205                        |
| 5   | Уезд           | Телин      | 铁岭县    | Tiělǐng xiàn     | 380 000                | 2231          | 170                        |
| 6   | Уезд           | Сифэн      | 西丰县    | Xīfēng xiàn      | 350 000                | 2699          | 130                        |
| 7   | Уезд           | Чанту      | 昌图县    | Chāngtú xiàn     | 1 030 000              | 4322          | 238                        |